# Trachové z Březí
Trachové z Březí (něm. von Trach Edler Herr von Birkau – dříve vesnice Brzezie, něm. Hohenbirken, dnes část Ratiboře, Slezské vojvodství, Polsko) byl šlechtický rod spojený se Slezskem a zejména s Opavským knížectvím, Krnovským knížectvím, Těšínským knížectvím a zejména Ratibořským knížectvím.

## Počátky rodu
Legenda praví, že to byli jedni z prvních římských vojáků, kteří bojovali pod vlajkou, na které byl vyobrazen drak (později se stal součásti jejich erbu). Jejich příjmení Trach je odvozováno od slova Drach, z latinského slova Draco – drak.
Rod se pravděpodobně dostal na území Slezska s Řádem německých rytířů, kde založili několik rodových větví.
Nejstarší písemné záznamy pocházejí z knížectví Lehnice (Legnice, německy psáno Liegnitz, Polsko) v Dolním Slezsku. Zde konkrétně byl zapsán 13. března 1253 Conrad Draco z Lehnice. 
V Horním Slezsku byly doloženy první zápisy od roku 1324, kdy jsou příslušníci rodu Trach von Brzezie (později Burkau, a také Birke) členy soudního dvora v Ratiboři (Racibórz, Polsko). V roce 1347 byl zaznamenán pobyt Burcharda a Štefana (Stephan) von Trach na dvoře knížete Václava I., jako respektovaných vojevůdců. Štefan von Trach byl soudcem v Lehnici a Břehu (Brzeg, německy psáno Brieg, Polsko), je zmíněn v dokumentu, v neděli před Vánoci roku 1361.
Jistý Spigneus Trach byl okolo roku 1420 v Ratiboři královským maršálem. Johann Trach byl do roku 1427 správcem na majetku po knížeti Janu II. Opavském. Jeho potomek, rovněž Johann Trach doložil polském králi Zikmundu II. Augustovi (1520–1572) listiny, které vyhotovil kníže Kazimír II. Těšínský († 1528) v roce 1495, kterými potvrdil to, že Trachové z Březí jsou starý šlechtický rod, a také zmínil o členech rodu jako o statečných bojovnících. Král tyto listiny uznal.
Rodu patřily rozsáhlé pozemky a půda v Horním Slezsku, vč. městečka Sosnicovice (Sośnicowice, německy Kieferstädtel, Polsko). Rod se stal velmi zámožným také díky zakládání průmyslových podniků, jako byly kovárny (železáreny) a hutní pece.

## Rodové větvě

### Trachové z Březí
Gottlieb Trach, který žil v 17. století, byl v roce 1670 radním v Krnově, správce a zemský hejtman Olešnického knížectví (polsky Oleśnica, německy Oels, Polsko), byl jako první člen rodu jmenován svobodným pánem (baronem).
Vilém Trach byl ve 40. letech 17. století opolským kancléřem. Jeho synové. – Valentin Trach, v roce 1679 drží Darkovice, po něm dále jeho potomci. A Bedřich Trach, který byl v druhé polovině 17. století kanovníkem v Ratiboři. V druhé polovině 17. století vlastnil Hrozovou a Pelhřimovy u Krnova.
Jeden ze synů Valentina Tracha, Karel sv. p. Tracha z Březího (†1686), vlastní statek Býkov. Po roce 1668 připojuje Brantice a to sňatkem s Annou roz. Rejzvicová z Kadeřína, vdovou po luteránovi Ferdinandovi Dreske z Martinkovic (†1668).
Karel Trach sloužil až do konce 17. století století jako důstojník u Kyrysnického pluku hraběte Piccolomini. V roce 1691 ve válce proti Turkům, byl u Slankamenu zraněn.
Mezi uznávanou slezskou šlechtu patřil také Hans (*1672), Georg (*1673) a Karl (*1680). Všichni jsou psáni jako "Drach auf Březy".
Na počátku 18. století jsou zápisy ke třem členům rodu (bratrům), kteří jsou psáni titulem Svobodný pán z Březí. Ti vytvářejí samostatné linie:
- z Plavnovic u Opolí (von Plawnowicz im Oppelnschen),
- na Branticích u Krnova (auf Brandsdorf im Jägerndorfschen),
- z Tirpitzu u Břehu (zu Tirpitz im Briegschen).

#### Trachové z Březí a z Plavnovic
Z této linie žil ještě kolem roku 1730 Georg Heinrich baron Trach, pán na Plavnovicích (polsky Pławniowice, německy Plawnowicz), Drozdově (polsky Drozdów, německy Ziebern) a Tschaumerhofu, jeho chotí byla Barbara Helena, rozená Trach na Tirpitz (německy Trach auf Tirpitz).

#### Trachové z Březí a na Branticích
Karel Trach byl ženat s Annou Helenou, rozenou Reisnitz z Kaderczin a na Branticích a Raduni, vdovou po Ferdinandovi von Dresske und Märzdorf. Sňatek byl uzavřen 6. srpna 1669. Anna Helena zemřela 24. února 1684, ve věku 38 let. Karel Trach po její smrti získal právě tyto dvě panství.
Po smrti Karla Tracha převzal majetek jeho syn, posledního luterán, Karel Sylvius Erdman svobodný pán Trach (†1710) na Kornici (Kornice, Polsko), Vojnovicích (Wojnowice, Polsko), Slavíkově (Sławików, Polsko), Rybnik (německy Gottartowitz), Gardavice (německy Gardawitz), Lhotku (německy Ellgut, polsky pravděpodobně Ligota Turawska) a Žitné (Żytna, Polsko), který v roce 1705 získal Bojanov (Bojanów, Polsko), Lekartov (Lekartów, Polsko), Otice a polovinu Sudole (Sudół, Polsko). byl hejtman v Opolském knížectví a Ratibořském knížectví, zemřel bez dědiců. Část majetku zdědila jeho manželka – baronka Bohumila Anežka Šarlota (Gottlieba Agnes Charlotte) Bludovská (31. srpen 1690 – 4. květen 1756) z rodu Bludovských. V roce 1713 se stala manželkou polského ministra - hraběte Ernsta Christopha von Manteuffel (1676, Karścino, Polsko – 1749, Lipsko, Německo). Spolu měli šest dětí.
Po smrti Karla Sylviuse Erdmana statky přebírá jeho mladší bratr Karel Gottlieb (†1744) svobodný pán Trach, nejvyšší sudí, hejtmanem v Opavském knížectví, a v Krnovském knížectví. Ten si dává zapsat do zemských desek statky Brantické i s Býkovem, tak jak je získal po zemřelém otci a po zemřelém starším bratrovi. V roce 1714 byl pánem také na Tvorkově. V roce 1740 byl jmenován Krnovským zemským hejtmanem, také soudcem zemského knížectví Opolského a Ratibořského. V roce 1731 prodává Kornice. Byl třikrát ženat. – První manželka byla Helena Sobkovna z Kornic, druhou manželkou mu byla dcera Fridricha II. Velikého, třetí manželka byla baronka von Weichs. Zemřel bezdětný, jeho dědictví získala jeho sestra Johanka, ovdovělá hraběnka, provdaná von Churschwandt. Ta prodala tvorkovské panství rodině Eichendorffů za 130 tis. guldenů.

#### Trachové z Březí a z Tirpitz
Z linie Trach z Tirpitz byl Karl Joseph von Trach (1710–1780), 14. března 1764 uznám svobodným pánem na území Německa a v Českém království. Později, 9. listopadu 1768, mu byl králem Friedrichem II. udělen zemský titul baron von Trach Edlen zu Burkau, spolu s patřičným baronským diplomem. Jeho ženou byla Amalie Wilhelmina hraběnka von Limburg–Stirum (1714 – okolo 1755). Karel Josef držel Třebovice (1756–1769). Od roku 1771 držel tvrz v obci Chotěbuz (přestavěna na barokní zámek), obec Chotěbuz, na Těšínsku, kterou zdědil jeho syn František (1744–1791).
V roce 1773 uzavírá sňatek František svobodného pána Tracha (1744–1791), s Karolínou Josefou svobodnou paní Bees z Chrostiny (1752–1827). Z manželství se jim narodily děti:
- Vincent, Karel, Josef, František (* 7. únor 1772 – † ????), zdědil nejen Chotěbuz, ale také Čechovice, po své matce baronce Karolíně Josefě Bees
- Terezie, Aloisie, Josefa, Antonie, Nepomučena (* 1. říjen 1775 – † ????)
- Josefa, Antonie, Gottlieba, Leopoldina (* 8. říjen 1777 – † ????)
- Nepomučena, Marie Tecla, Gottlieba (* 16. květen 1780 – † 19. listopad 1792)
- Vincent, Karel, František, Ludvík (* 18. říjen 1781 – † ????)
- Josefa, Aloisie, Amálie (* 14. březen 1785 – † ????)
- František, Alois, Nepomučen (* 12. květen 1786 – † 20. březen 1788)
- Antonie, Aloisie (* 3. prosinec 1787 – † 8. květen 1788)
- Ferdinand, Vilhelm (*9. červenec 1789 – † 18. květen 1790)
- Aloisie, Barbara (* okolo roku 1792 – † 1. leden 1799)

Po smrti manžela (14. června 1791) se Karolína Josefa svobodná paní Bees provdala za hejtmana Josepha Schröpka von Kriegsfeld. V manželství se jim narodila dcera Karolina – 28. prosince 1793. V roce 1808 je vedena jako majitel Zámku Chotěbuz.  Baronka Karolína Josefa Bees zemřela 17. prosince 1872 v Čechovicích (Czechowice, Polsko) ve věku 75 let.

### Trachové z Březí a na Láncích
Jindřich Trach z Březi na Lancích držel panství Rakov (Raków).

### Trachové z Březí a na Ořechu
V roce 1609 na svatou Markétu (13. července) došlo k dohodě mezi Danielem Trachem, Johannem Trach z Březího a Ořechu (Orzesch, Polsko) a Adamem Bludovským z Dolních Bludovic a na Kunčičkách, kdy se Eva Trach z Březího a na Pilgramssdorff (Pawłowice, Polsko) provdala za Adama Bludovského syna výše jmenovaného Adama Bludovského.

### Trachové z Březí a na Hrozové a Pelhřimovech
V době pobělohorské byl i tento rod postižen konfiskacemi, zejména pak ve spojení s rodem Sedlnických z Choltic, zde se jednalo o Kateřinu dceru Jiříka hofrichtéře, manželku Mikuláše Tracha..Přesto dne 4. prosince 1630 biskup František z Ditrichštejna potvrzuje, že přijal od něj Mikuláš Trach z Březího v léno ves Hrozová a půl vsi Pelhřimovy i s vyjmenovaným příslušenstvím, a to jako zástupce své manželky Kateřiny, rozené Sedlnické z Choltic, a její sestry Anny. Sepsáno v Olomouci 14. ledna 1631.
Dne 10. květen 1632 byla uzavřena kupní smlouva mezi Annou Sedlnickou z Choltic a Mikulášem Trachem z Březího, kterou Anna prodává celý svůj podíl na léně Hrozová a Pelhřimovy s vyjmenovaným příslušenstvím za 8.000 zl. s poloviční slevou za náklady již vynaložené na údržbu. Závazek vůči Juditě Sedlnické přebírá kupující. Sepsáno téhož dne.
Dne 4. července 1633 biskup František kardinál z Ditrichštejna povoluje Mikuláši Trachovi z Březího léno Hrozová a Pelhřimovy svobodně prodat, odkázat i svým dcerám a případně i pojistit na léně budoucí manželce věno až do 3.000 zl.
Dne 2. června 1661 bylo sepsáno potvrzení vydané lenním písařem Rudolfem Maxmiliánem Říkovským z Dobrčic, dosvědčující, že Jan Kryštof Trach z Březího přijal od biskupa arcivévody Leopolda Viléma prostřednictvím arcijáhna Eliáše Františka Castelleho investituru na lenní statek Hrozová a Pelhřimovy s vyjmenovaným příslušenstvím. Sepsáno ve Vyškově téhož dne.

### Trachové z Březí a na Zámrsku
Jistý Georg Heinrich Trach, v roce 1772 koupil panství Zámrsk (obec Zamarski, Polsko). Byl v 70. letech 18. století přísedícím hejtmanství těšínského (u zemského práva a náboženské komise, v roce 1773). Jemu náleží tzv. malý znak, zaujímající 27. místo ve znakové galerii těšínské šlechty. Erby byly původně umístěny v těšínské sněmovně, nyní jsou na frýdeckém zámku v Rytířském sále.
Měl syny Karla (1772–1804), Emanuela († po roce 1823), Zikmunda (1775–1851), Dominika (1781–1861), dceru Johanu Josefu Eleonoru (4. listopad 1789, Zámrsk, Polsko – 2. červen 1870, Baden, Vídeň, Rakousko), která se provdala za hraběte Philipa Ludwiga Saint Genois d'Anneaucourt (5. duben 1790, Těšín – 30. červenec 1857, Baden, Vídeň, Rakousko), spolu měl tři děti, Alexandra (1811–1819), Mořice (1816–1886) a Marii (1820–1888). Tato rodina žila na zámku v Paskově.
Syn Dominik byl poslední majitel panství († 1861, Moravská Ostrava). V roce 1841 založil Střelecký klub v Moravské Ostravě, který patřil v C. a K. monarchii mezi nejmladší asociace střelců.

### Trachové z Březí - šlechtická adopce rodem Rotkirch
Jméno rodu již v roce 1757 přijal (tzv. šlechtická adopce) rod Rothkirch, který se tak začal psát von Rothkirch und Trach.
Rod Trachů vymřel v Prusku v roce 1812, v Rakousku v roce 1861, po mužské linii. Vincent (1772–????), a jeho bratranci ze Zámrsku: Karel (1772–1804), Zigmund (1775–1851) a Dominik (1781–1861) byli posledními mužskými příslušníky rodu.
Poslední potomci z tohoto rodu nosili příjmení Saint-Genois.

### Nezařazení členové rodu dle záznamu v zemských knihách, kronikách
- Dne 13. dubna 1437 je zmíněn Nickel Trach von Jegerdorff (Krnov).
- V roce 1524 se Helena, dcera Johanna von Trach, provdala za Johanna (†1534) von Bielczowitz (Bielszowice, Polsko), kapitána posádky v Bytomi (německy Beuthen).
- Dne 30. října 1680 byl jmenován Karl, Edler von Trach, jako svobodný pán. V roce 1686 je uveden jako přísedící u zemského soudu.
- 16. září 1669, Kroměříž, Zikmund Rudolf Ferdinand Taroul z Taroulu, dědičný pán na Pelhřimovech a Matějovicích, na žádost rychtáře, sedláků a čtvrtníků na léně Matějovice, za přítomnosti svědků Jindřicha Václava Ludvíka Taroula z Taroulu a Jana Kryštofa Ferdinanda Tracha z Březího a s vědomím olomouckého biskupa Karel II. z Lichtenštejna-Kastelkornu, potvrzuje poddaným robotní povinnosti a činže, dle vydané listiny. Dále potvrzuje mlynáři Eliáši Stertzovi, poddanému na léně Matějovicích, vlastnické právo ke mlýnu včetně polností, luk, náhonů i kontribučenských povinností, jak je v listině stanoveno. 4. května 1694, Kroměříž, Karel II. z Lichtenštejna-Kastelkornu, biskup olomoucký, uzavírá trhovou smlouvu s Bernardem Antonínem Lvem z Rožmitálu a Blatné na lenní statky Hrozová a Pelhřimovy poté, co předchozí majitel Jan Kryštof Trach z Březího zemřel a nezanechal žádného dědice. Léna, včetně poddaných a majetku, jak je ve smlouvě vyjmenováno, kupuje Lev z Rožmitálu za 14 000 zl. rýnských.

- Dne 26. února 1714 je Bohumil svobodný pán Trach z Březí a na Branticích, Kornici, Radimu a Turkově, spolu s Bedřichem Ludvíkem z Blumenkronu na Dobešovách a Šternové ustanoven poručníkem Janu Juliovi z Froblů, který potvrzuje po dosažení plnoletosti převzetí panství Sosnová po zemřelém otci Janu Juliu z Froblů na Sosnové a Nových Valteřicích. [8]
- Dne 5. duben 1719 Anna Charlota svobodná paní z Trachu rozená svobodná paní z Bayernu na Pomorčovicích, Rozumicích, Stibořicích, Wiendorfu, Stiborovicích, Stéblové a Pětné činí poslední pořízení. [9]

- V roce 1804 koupili statek Posutice (Posucice, Polsko) Jan Karel von Müller a jeho manželka Eufemíe von Trach, v roce 1811 jej pak za 93.000 tolarů prodali Josefu Adamovi svobodnému pánovi Gruttschreiber.

## Erb
Rodový erb se může vyskytovat ve dvojím provedení:

### Modrý
U druhé varianty je štít polcený, ale obě poloviny jsou modré. V pravé polovině štítu je zlatý korunovaný drak obráceny ke středu štítu, bez plamene. A v levé polovině jsou tři kosmé pruhy zlaté.
V klenotu jsou tři pštrosí péra, modré, zlaté a modré.
Přikryvadla jsou modro-zlatá.

### Modro-stříbrný
Štít je modro-stříbrně polcený. V pravé polovině štítu je zlatý drak obráceny ke středu štítu, bez plamene, který by mu šel z tlamy. V levé polovině jsou tři kosmé červené pruhy. V klenotu jsou tři pštrosí péra, modré, zlaté a červené. Přikryvadla jsou vpravo modro-zlatá a vlevo červeno-stříbrná.
Erb je k vidění jako:
- tesaný do kamene (pískovec) na barokní bráně u Zámku Chotěbuz,
- malovaný v Rytířském sále ve frýdeckém zámku ve městě Frýdek—Místek.

## Majetek rodu

### Statky
Za dobu existence rodu je zaznamenáno vlastnictví těchto vsí a panství (řazeno abecedně):
- Slezské vojvodství, Polsko: Bojanov (Bojanów), Čechovicích (Czechowice), Děhylov (Dzięgielów), Kornice, Lekartov (Lekartów), Plavnovice (Pławniowice), Rakov (Raków), Ratiboř (Racibórz), Rybník (Rybik), Slavíkově (Sławików), Zámrsk (Zamarski), Žitná (Żytna)
- Svatokřížské vojvodství, Polsko: Rakov (Raków) [10], Sudole (Sudół)
- Maloposlké vojvodství, Polsko: Lučice (Łuczyce)
- Opolské vojvoství, Polsko: Velké Štibořice (Ściborzyce Wielkie), Štiborivice (Ściborzyce), Vojnivice (Wojnowice)
- Okres Bruntál: Býkov (Býkov-Láryšov), Brantice, Hrozovou, Pelhřimovy
- Okres Opava: Otice
- Okres Karviná: Chotěbuz, Koňákov (dnes součást Českého Těšína), Lhotku (Zpupná Lhota)

Baron Trach v roce 1780 prodává obec Zámrsk, v majetku zůstává Chotěbuz a Lhotku (pravděpodobně Zpupnou Lhotu).

### Zámky
Rezidenční síť Trachů tvořily zámky v Chotěbuzi, Děhylově (Polsko), Hrozová a Pelhřimovy .

## Mecenáštví
V roce 1679 Anna Ludmila Skrbenská rozená Trach z Březí, vdova po svobodném pánovi Trachovi z Březího a na Konské, finančně podpořila kostel sv. Máří Magdalény ve Stonavě.
V roce 1776 inicioval Karel Josef Trach vznik oltáře kostela v Třebovicích (dnes městská část Ostravy). 
V roce 1825 přispěl svob. pán Trach z Březí na varhany pro kostel sv. Jiřího v Polské Ostravě 50 zlatými.  Tento kostel již zanikl.